# Protohermes vitalisi
Protohermes vitalisi är en insektsart som beskrevs av Navás 1919. Protohermes vitalisi ingår i släktet Protohermes och familjen Corydalidae. Inga underarter finns listade i Catalogue of Life. Arten förekommer i norra Vietnam.